# Leptozancla
Leptozancla is een geslacht van vlinders van de familie echte motten (Tineidae).

## Soorten
- L. cultellata Gozmány & Vári, 1973
- L. talaroscia Meyrick, 1920
- L. zelotica (Meyrick, 1932)